# Sociedad Internacional de Ciencias del Aprendizaje
La Sociedad Internacional de Ciencias del Aprendizaje (en inglés: International Society of the Learning Sciences) es una comunidad profesional enfocada en la investigación empírica interdisciplinaria del aprendizaje tal como se manifiesta en contextos reales y cómo el proceso de aprendizaje puede facilitarse tanto con como sin tecnología. La investigación en ciencias del aprendizaje explora la naturaleza y las condiciones del aprendizaje humano.
Las ciencias del aprendizaje se fundamentan en diversas visiones teóricas y paradigmas de investigación para entender las complejidades vinculadas al aprendizaje, la cognición y el crecimiento humano. Los expertos en el ámbito interdisciplinario de las ciencias del aprendizaje, establecido en la década de 1990, analizan el proceso de aprendizaje en contextos reales y cómo potenciar el aprendizaje en ambientes diseñados: en la escuela, en internet, en el entorno laboral, en el hogar y en contextos informales. La investigación en las ciencias del aprendizaje se orienta hacia las teorías constructivistas, social-constructivistas, sociocognitivas y socioculturales del conocimiento.
La sociedad es interdisciplinaria e incluye miembros que provienen de la ciencia cognitiva, la psicología educativa, la informática, la antropología, la sociología, las ciencias de la información, la neurociencia, la educación, los estudios de diseño, el  diseño instruccional y otros campos; está relacionada con el campo de la tecnología educativa, pero es distinta de él. Actualmente, la sociedad incluye miembros de seis continentes y organiza conferencias en todo el mundo.

## Presidentes de la sociedad
- 2002 Christopher Hoadley, Universidad de Buffalo, EE. UU.
- 2003 Pierre Dillenbourg, EPFL, Suiza
- 2004 Roy Pea, Universidad de Stanford, Estados Unidos
- 2005 Claire O'Malley, Universidad de Durham, Reino Unido
- 2006 Yasmin Kafai, Universidad de Pensilvania, EE. UU.
- 2007 Naomi Miyake, Universidad de Tokio, Japón (fallecida)
- 2008 Marcia Linn, Universidad de California en Berkeley, EE. UU.
- 2009 Iris Tabak, Universidad Ben Gurion del Néguev, Israel
- 2010 Paul Kirschner, Universidad Abierta de los Países Bajos, Países Bajos
- 2011 Susan R. Goldman, Universidad de Illinois, Chicago, EE. UU.
- 2012 Frank Fischer, LMU Múnich, Alemania
- 2013 Cindy Hmelo-Silver, Universidad de Indiana, Estados Unidos
- 2014 Eleni Kyza, Universidad Tecnológica de Chipre, Chipre
- 2015 Carolyn Rose, Universidad Carnegie Mellon, Estados Unidos
- 2016 Nikol Rummel, Ruhr Universität Bochum, Alemania
- 2017 Bill Sandoval, Universidad de California en Los Ángeles, EE. UU.
- 2019 Joe Polman, Universidad de Colorado en Boulder, EE. UU.
- 2020 Heisawn Jeong, Universidad Hallym, República de Corea
- 2021 Victor R. Lee, Universidad de Stanford, EE. UU.
- 2022 Oskar Lindwall, Universidad de Gotemburgo, Suecia
- 2023 Joshua Danish, Universidad de Indiana, EE. UU.